# Evenskjær
Evenskjær is een plaats in de Noorse gemeente Tjeldsund, provincie Troms. Evenskjær telt 585 inwoners (2007) en heeft een oppervlakte van 0,81 km².